# ماری-گایانه میکائلیان
ماری-گایانه میکائلیان (انگلیسی: Marie-Gaïané Mikaelian؛ ارمنی: Մարի Գայանե Միքայէլեան; زادهٔ ۳ مارس ۱۹۸۴) یک تنیس‌باز ارمنی‌تبار اهل سوئیس است.